# San Francisco Bay Blackhawks
San Francisco Bay Blackhawks foi um time de futebol profissional que surgiu em 1989 como um time da Western Soccer League (WSL). Os Blackhawks estiveram na American Professional Soccer League (APSL) e na United States Interregional Soccer League (USISL). Em 1993, a equipe competiu na USISL como San Jose Hawks, mas deixou a competição organizada no final da temporada.

## História

### Western Soccer League
Com base na costa oeste dos Estados Unidos, a Western Soccer Alliance (WSA) surgiu em 1985 como um meio de fornecer aos clubes semi-profissionais a oportunidade de competir fora de suas áreas locais. A WSA recebeu impulso adicional após o colapso da Liga Norte-Americana de Futebol (NASL) no final da temporada de 1984 da NASL. Uma ex-equipe da NASL, a San Jose Earthquakes, entrou na WSA como membro fundador
Em 1989, os Blackhawks imediatamente colocaram sua marca na liga como uma das melhores equipes. Nos playoffs, o Blackhawks derrotou o Los Angeles Heat em pênaltis antes de perder por 1 a 0 para o Nomads no jogo final.

### American Professional Soccer League
No final da temporada de 1989, a WSL se fundiu com a American Soccer League, da costa leste, para formar a American Professional Soccer League (APSL). Embora esta tenha sido, em teoria, a primeira liga nacional de futebol verdadeira desde o colapso da NASL em 1984, na realidade, a WSL e a ASL continuaram como ligas separadas, com equipes das duas ligas se encontrando apenas no jogo do campeonato. O Blackhawks teve o melhor recorde na WSL deste ano. Nos playoffs, eles primeiro derrotaram por 2–1 o Colorado Foxes, então ganharam a série do título por dois jogos a um no Los Angeles Heat . No jogo do campeonato APSL, o Maryland Bays interrompeu a corrida dos Blackhawks com uma vitória nos pênaltis.

### 1992 CONCACAF Champions Cup
Os Blackhawks ganharam honras ainda maiores quando entraram na CONCACAF Champions Cup de 1992 devido ao seu título APSL em 1991.[carece de fontes?]
Eles foram colocados no Grupo 2 da Zona Norte / Centro da Copa. Em 27 e 29 de maio de 1992, os Blackhawks receberam os Euro Kickers do Panamá, vencendo a série de dois jogos. Na segunda rodada em 18 de abril e 3 de maio, eles derrotaram o La Victoria de Belize, em um placar agregado de 5–2. Na terceira rodada em 14 e 16 de junho, os Blackhawks derrotaram o Real España de Honduras por 6-0 no total. Com um adeus na quarta rodada por causa da retirada do Vancouver 86ers da competição, eles se encontraram em sua série de campeonatos por zona. Aqui a sequência dos Blackhawks foi eliminado pelo Club América do México vencendo por 4–3 no total. O mexicano Hugo Sánchez marcou três gols do América.

### USISL: San Jose Hawks
Em 1993, os Blackhawks encontraram-se em uma nova liga e com um novo nome. A USISL colocou a equipe na Divisão do Pacífico, que estava lotada com equipes locais de São Francisco, incluindo o San Francisco United All Blacks, o San Francisco Bay Diablos, o North Bay Breakers e o East Bay Red Riders . A mudança de nome, para San Jose Hawks, permitiu que eles se diferenciassem da concorrência.